# Pieve di San Giorgio a Bràncoli

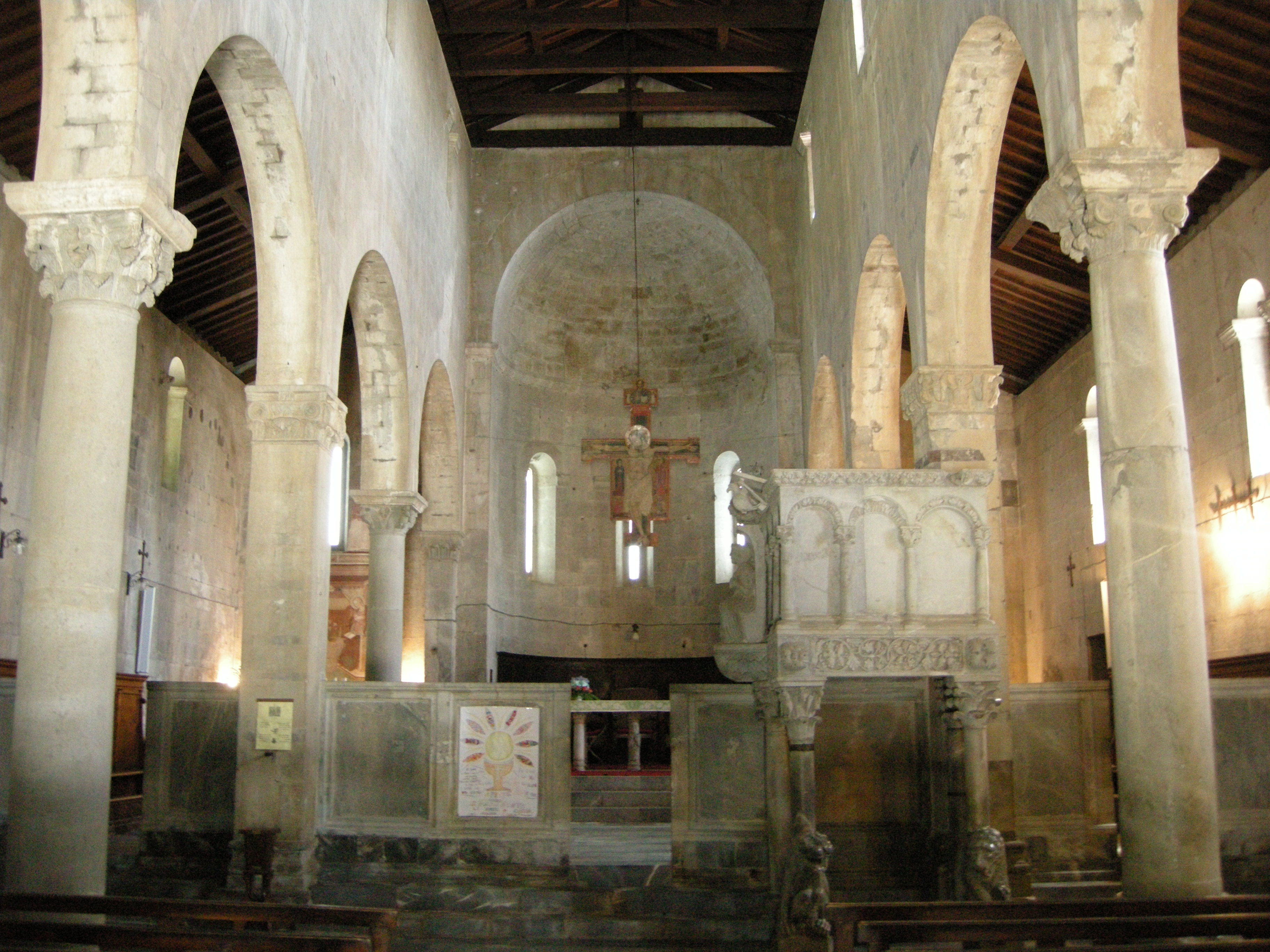
Interno

La pieve di San Giorgio a Brancoli è un luogo di culto cattolico di Lucca che si trova nella località omonima.

## Storia
I documenti prevenutici menzionano la chiesa dipendente dalla pieve di Sesto a partire dal 772, ma la prima notizia della chiesa come pieve indipendente risale al 1092. Fu proprio nella seconda metà dell'XI secolo che l'intera area della Brancoleria ebbe un importante sviluppo demografico e grazie alla fervida attività del vescovo Anselmo da Baggio, poi divenuto Papa Alessandro II, e agli investimenti di Matilde di Canossa, venne iniziata la costruzione della chiesa come la vediamo ancora oggi. La pieve è uno degli esempi più significativi del linguaggio architettonico maturato tra l'XI e il XII secolo.

Tipica di questo orientamento è la scelta di paramenti murari a grandi blocchi marmorei inquadrati alle estremità da paraste angolari, e di volumi chiaramente definiti, come per l'abside semicilindrica. Il massiccio campanile merlato in stile lucchese copre parzialmente la facciata; la sua architettura richiama il romanico lombardo ed è scandito da monofore nei piani più bassi bifore in quelli più alti.

## Interno
All'interno, la chiesa ha tre navate di impianto basilicale articolate su cinque campate, il transetto è assente e il presbiterio è leggermente rialzato e diviso ancora da un tramezzo, una recinzione che nel medioevo divideva i sacerdoti dai fedeli. Termina la chiesa un'abside semicircolare. Le colonne e i pilastri sono sormontati da capitelli con decorazioni fitomorfe di impronta classicheggiante e reggono archi a tutto sesto. La copertura è a capriate lignee in tutte e tre le navate. Piccole monofore illuminano la chiesa a livello delle pareti laterali e nel cleristorio, sopra gli archi.
Il fonte battesimale ottagonale del XII secolo, nella navata sinistra è dovuto, come il pulpito, a una maestranza lombardo-lucchese legata a Guidetto, ed è decorato da motivi vegetali e testine; singolare è la presenza di un frutto scolpito ad ciascuno spigolo del bordo.
Il pezzo scultoreo più importante è comunque l'ambone, datato 1194 e opera del maestro Guidetto. È a pianta quadrangolare, con colonne corinzie che lo sorreggono, due delle quali poggiano su altrettanti leoni scolpiti.
Sono invece due le sculture risalenti all'XI secolo: l'altare con sei colonnine e figura umana al centro e l'acquasantiera con decorazioni vegetali e protomi zoomorfe. Quest'ultima portava la firma dello scultore, "Raitus", ed è stata purtroppo trafugata nel giugno 2000.
Alla parete destra si trova una terracotta invetriata quattrocentesca attribuita ad Andrea della Robbia con San Giorgio, il drago e la principessa.
Sopra l'altare è posta una Croce dipinta di scuola lucchese del XIII secolo e un affresco di un'Annunciazione di fine trecento di Giuliano di Simone si trova alla fine della navata sinistra.
Il tabernacolo in capo alla navata destra, in pietra, è rinascimentale. La sagrestia conserva una croce astile del XVI secolo.

## Galleria d'immagini

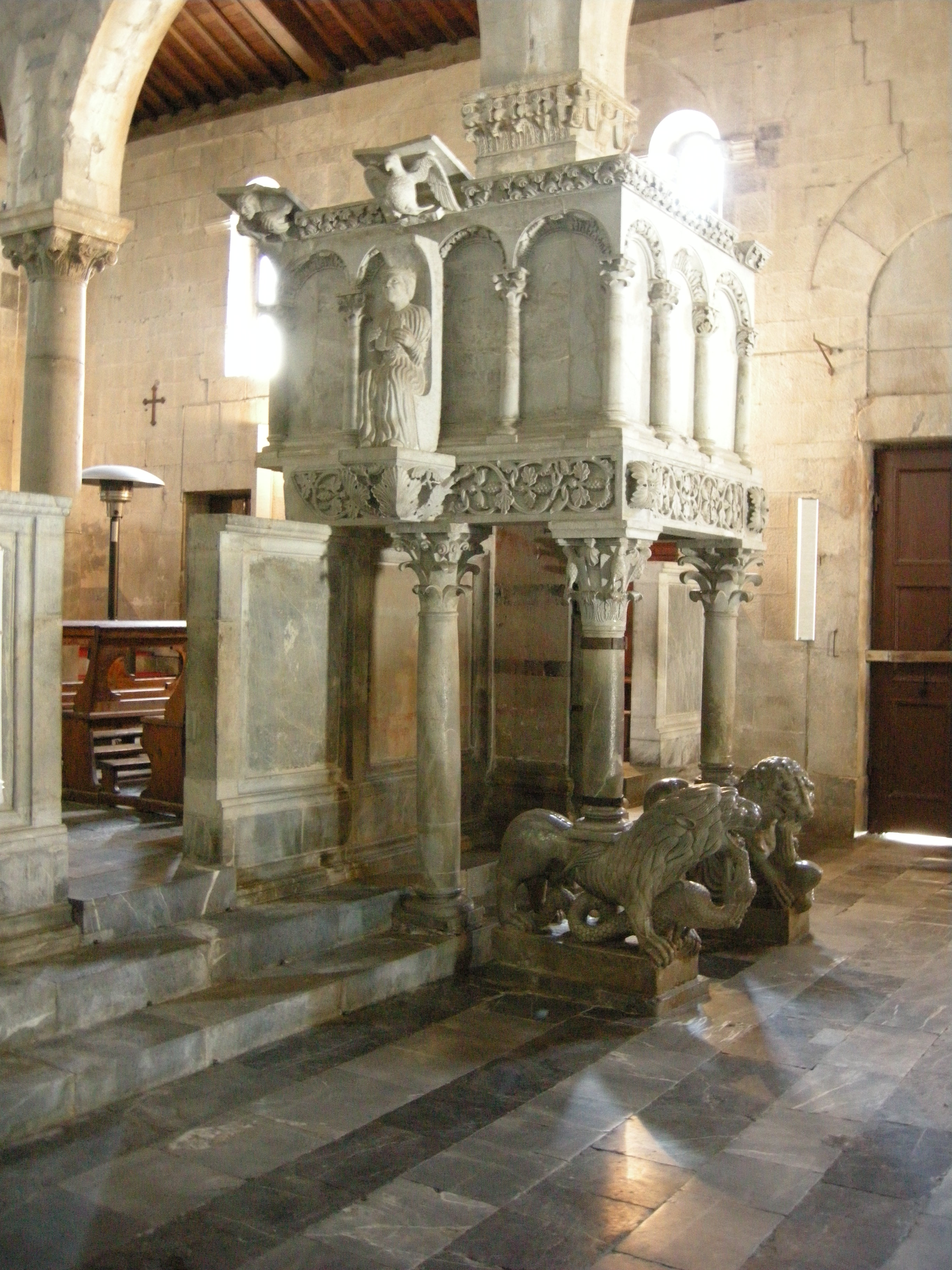
l'Ambone
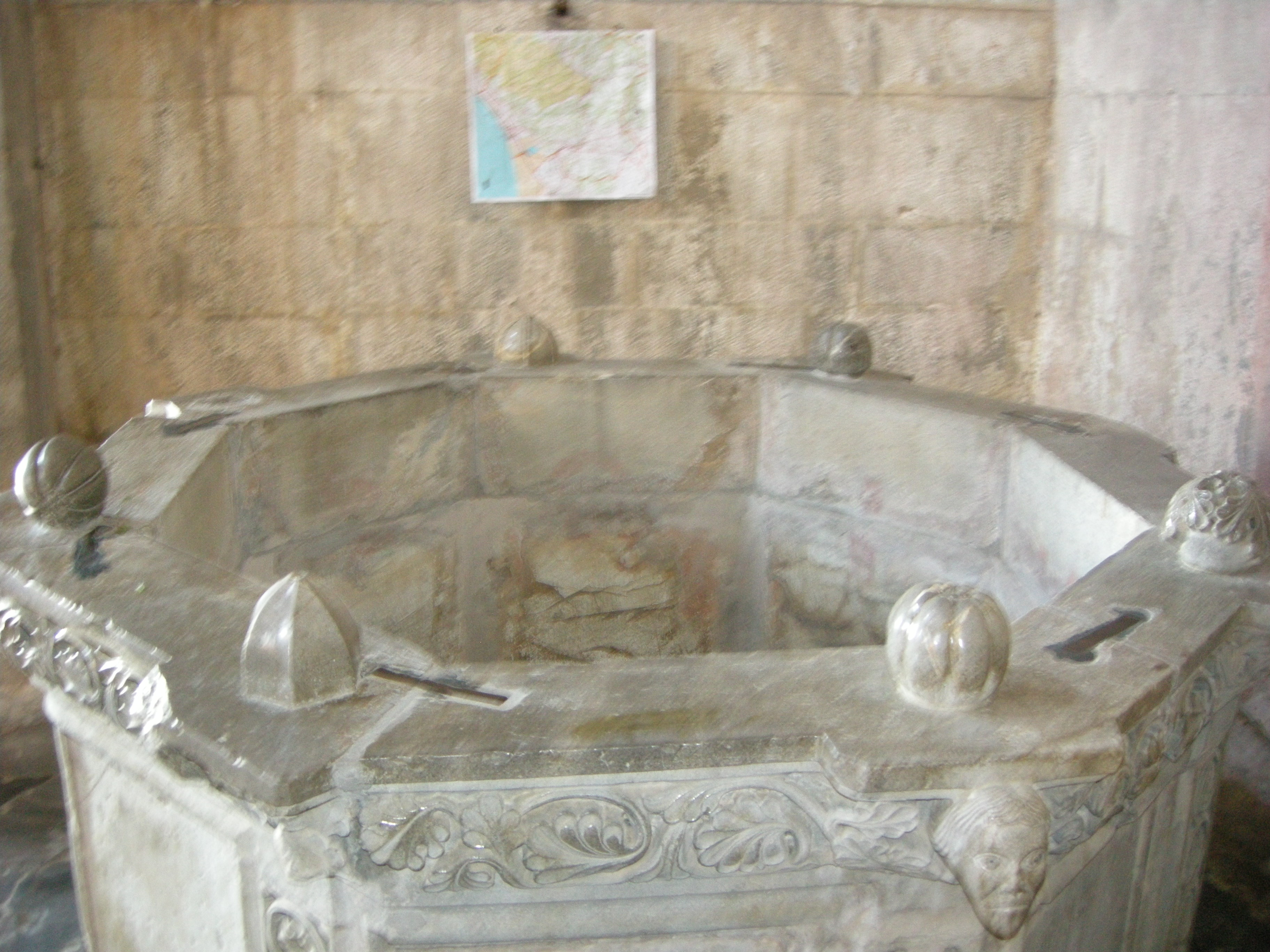
Il bordo della fonte battesimale
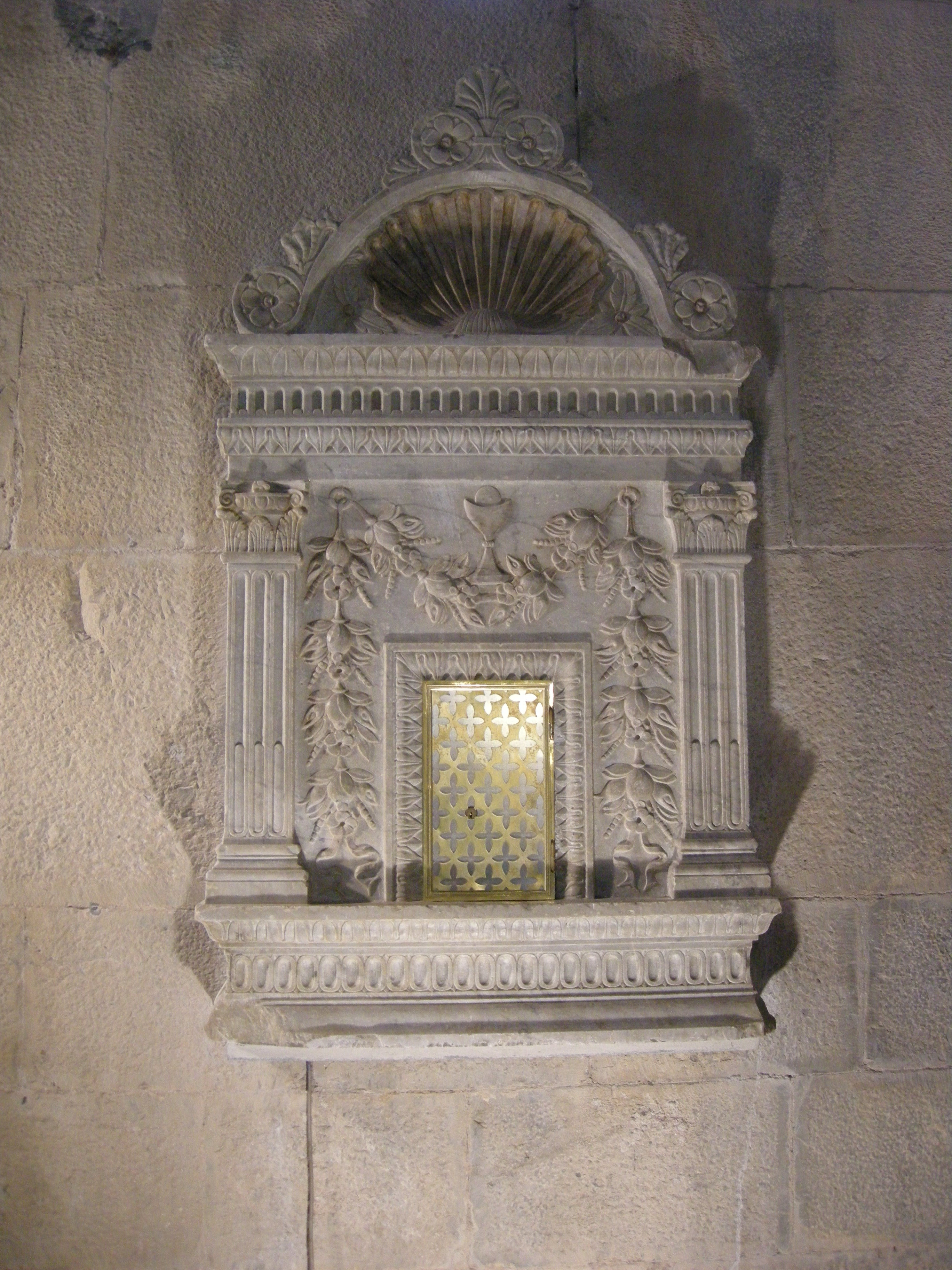
Il tabernacolo
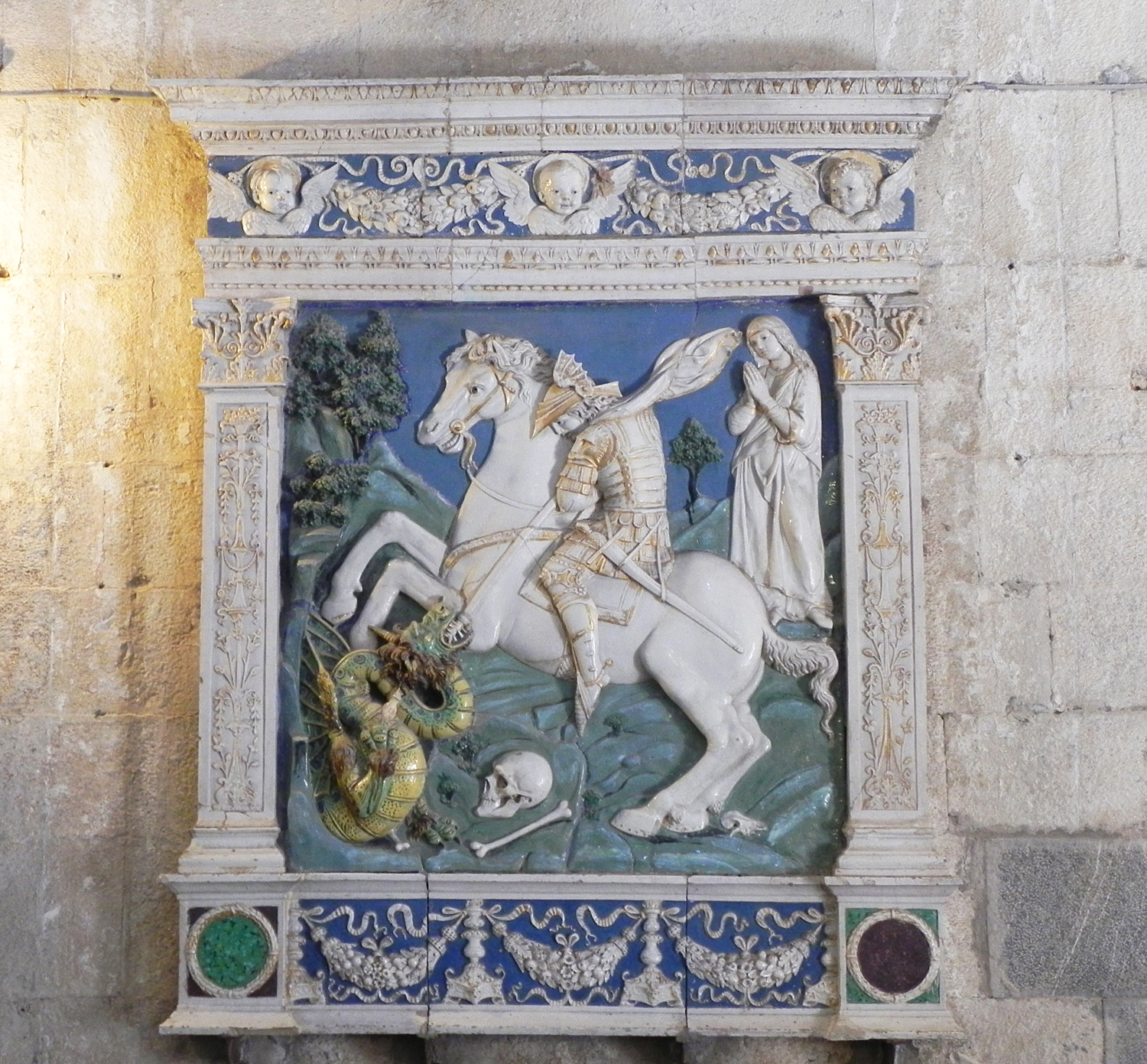
Andrea Della Robbia "San Giorgio, il drago e la principessa" terracotta invetriata, XV/XVI sec.
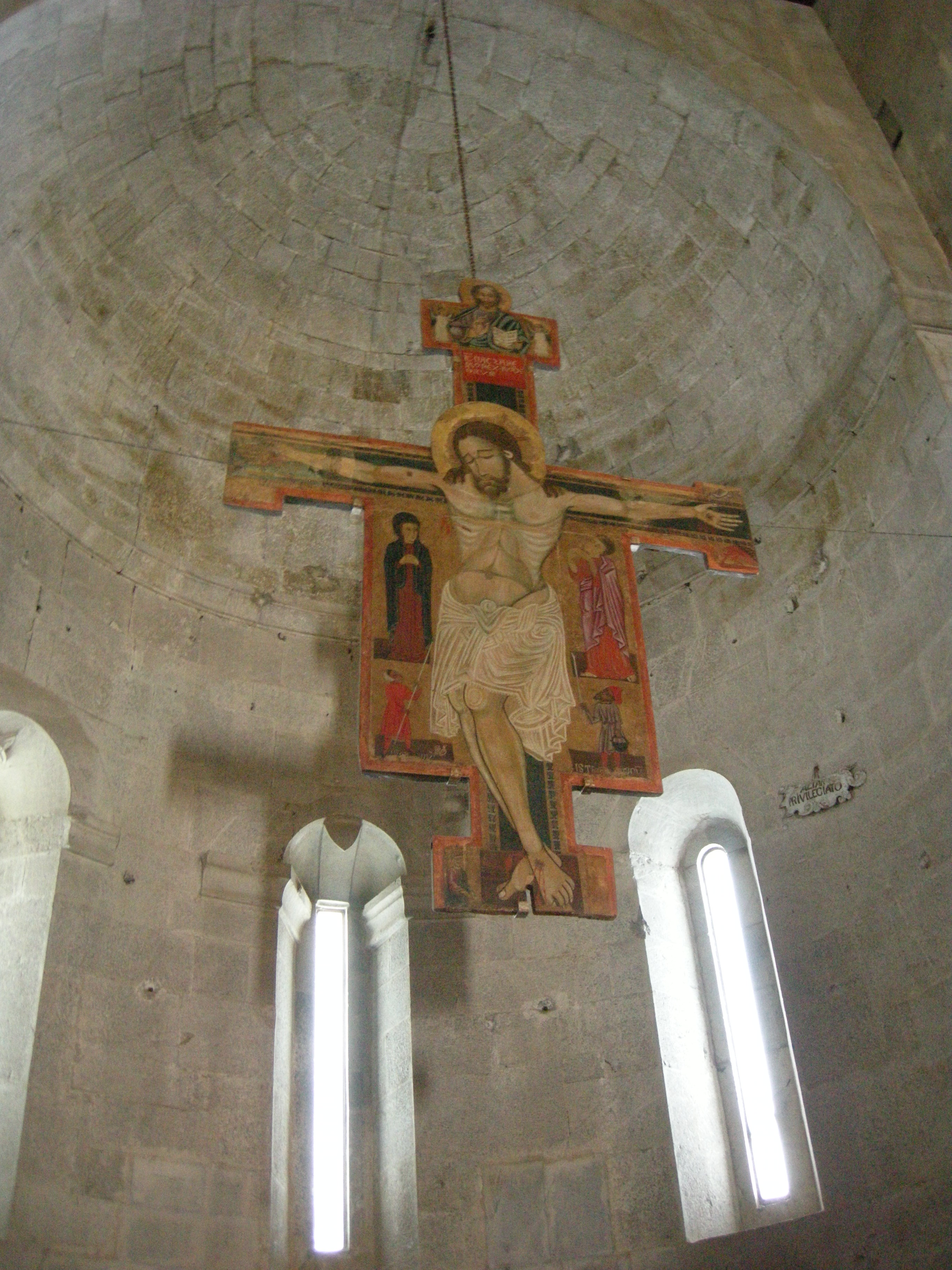
Il Crocifisso duecentesco
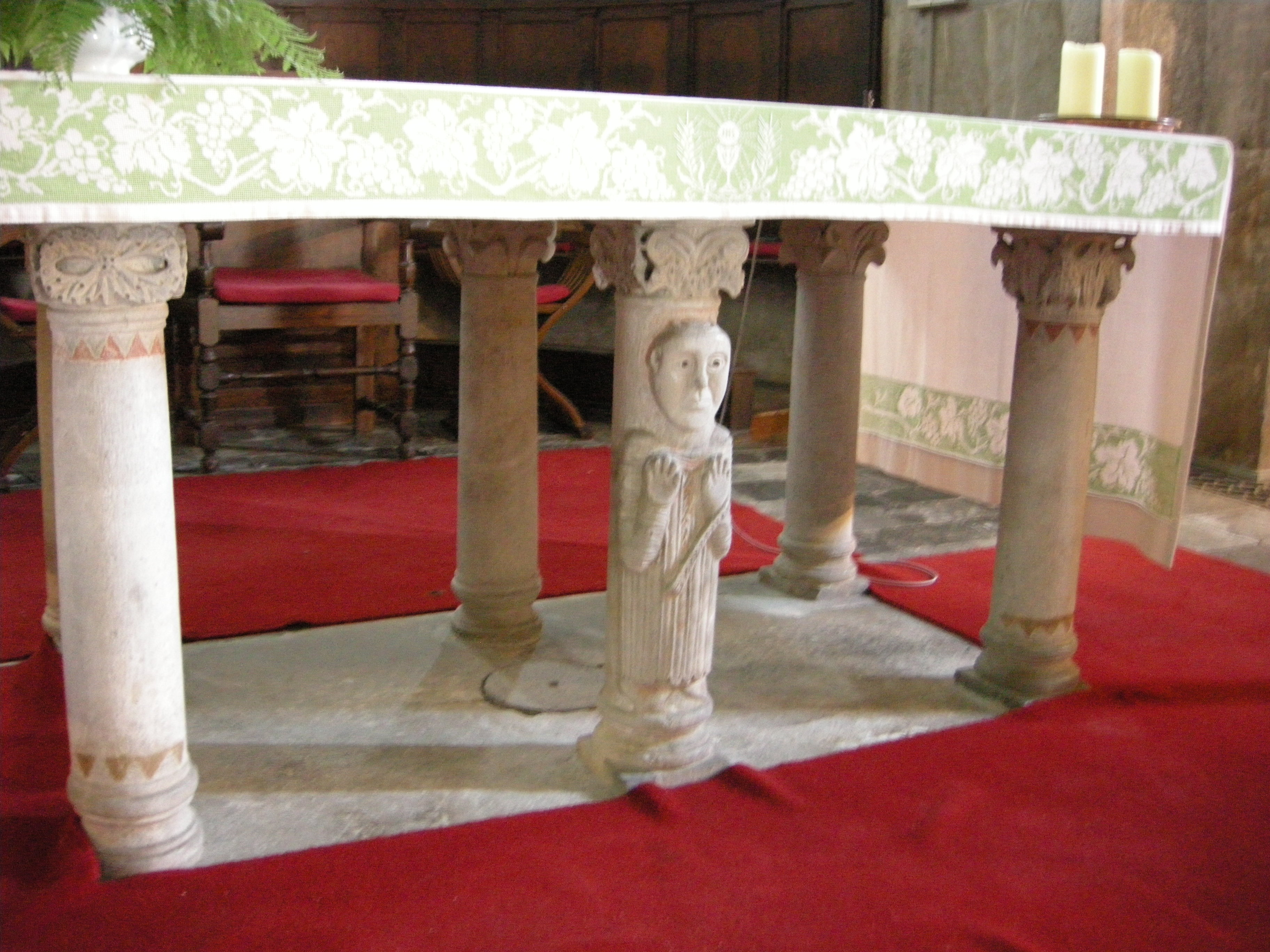
L'altare con colonnina scolpita
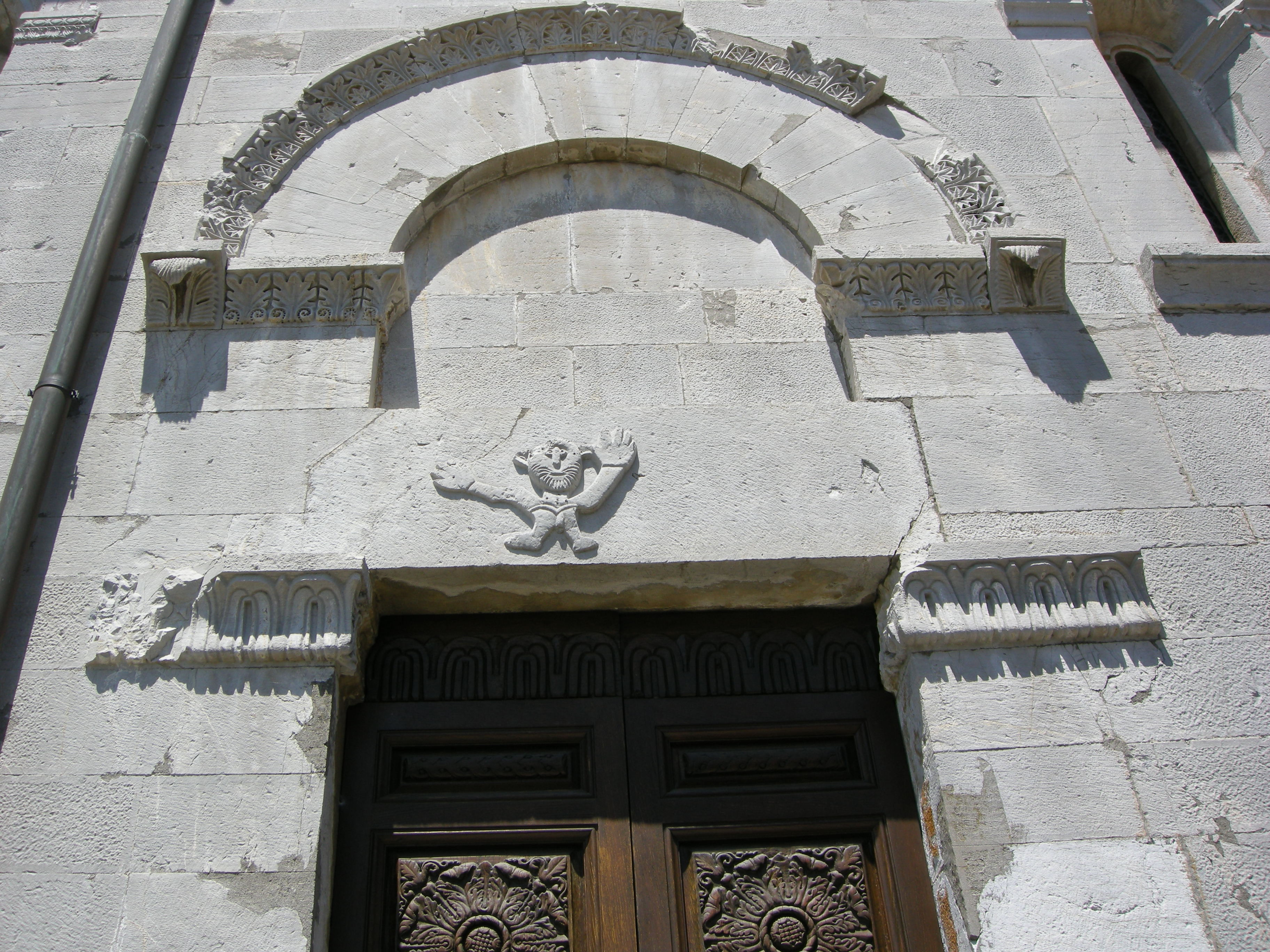
Portale laterale
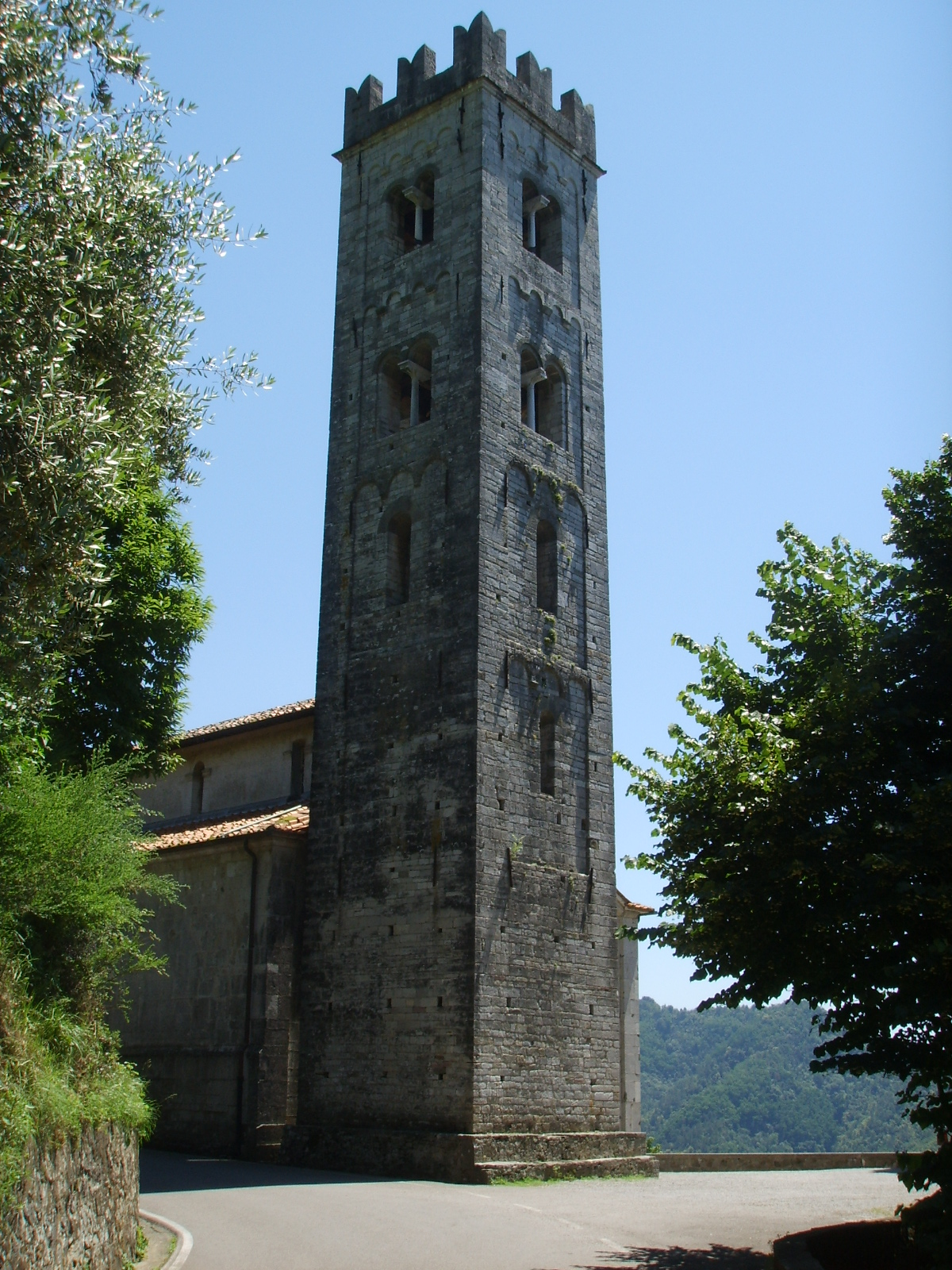
Il campanile
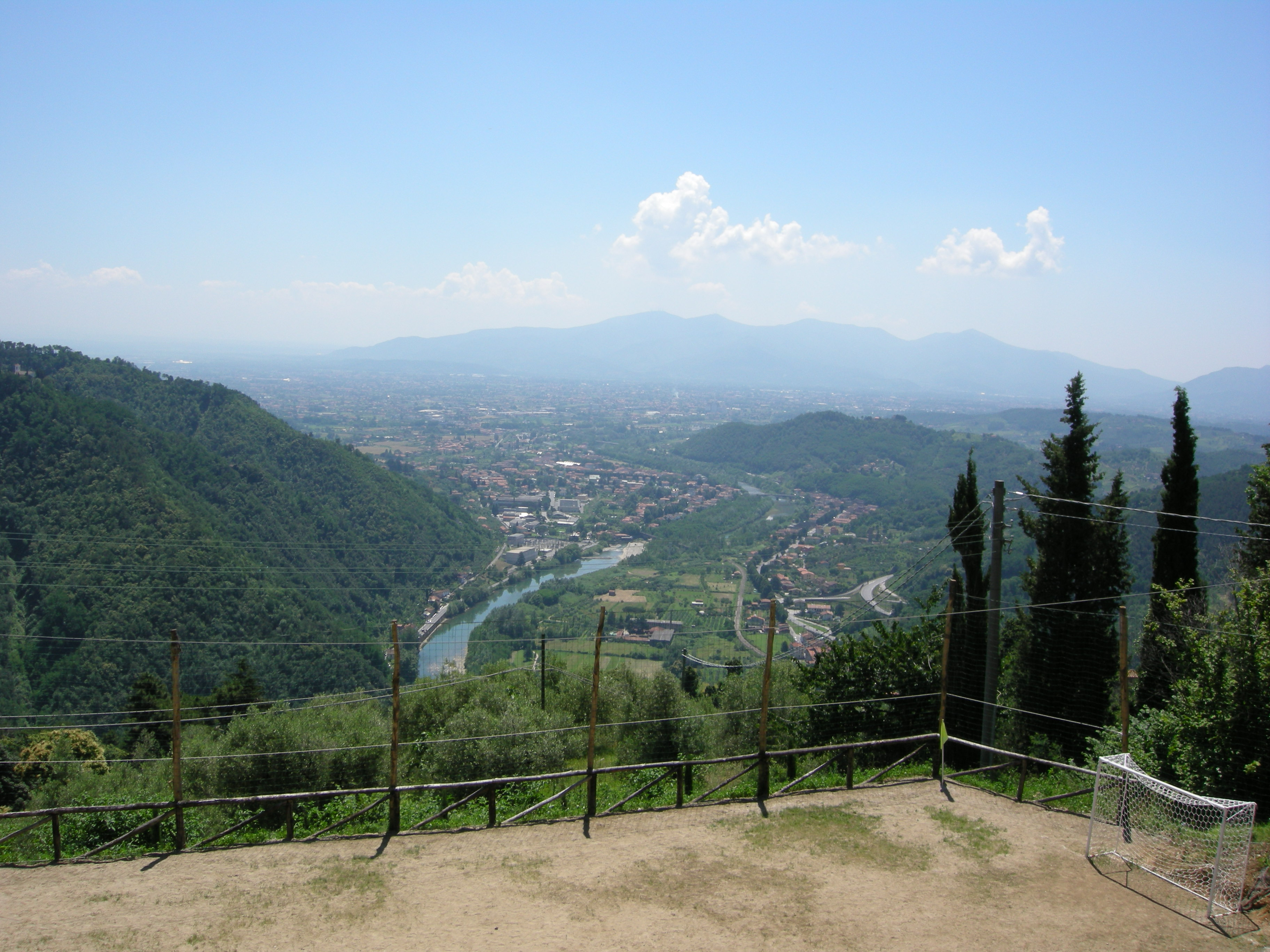
Vista dalla pieve